# Prowincja Barletta-Andria-Trani
Prowincja Barletta-Andria-Trani (wł. Provincia di Barletta-Andria-Trani) – prowincja we Włoszech. 
Nadrzędną jednostką podziału administracyjnego jest region (tu: Apulia), a podrzędną – gmina. Ta prowincja już funkcjonuje, pierwsze wybory samorządowe przeprowadzono 8 czerwca 2009.
Liczba gmin w prowincji: 10.